# Flavius Iulius Iulianus
Flavius Iulius Iulianus a 4. század elejének politikusa a Római Birodalomban. 314–315-ben Aegyptus helytartója (Praefectus Aegypti), 325-ben a kompromittálódó Valerius Proculus consul helyett consul suffectus.
A Constantinus-dinasztia rokona, apja Flavia Basilinának, aki Flavius Iulius Constantiushoz ment feleségül, így nagyapja Flavius Claudius Iulianusnak, a későbbi császárnak (361–363). Iulius Iulianus életrajzát nem írták meg, csak néhány utalás maradt fenn az egykorú és közel egykorú történetíróknál, ezért sok homály van körülötte. Nem ismert születési helye és ideje és éppígy halálozásának helye és ideje sem. Feleségének neve és közelebbi rokonsága is ismeretlen. Iulianus írásaiból az látszik, hogy nikomédiai Euszebiosz püspök valamilyen módon rokona volt; Iulianus „bácsikámnak” nevezi.
Licinius császár hivatalnoka, a praetorianus gárda praefectusa volt 314 őszéig. Licinius veresége nem jelentette politikai karrierje végét, I. Constantinus is igényt tartott szolgálataira. Elsősorban az adminisztrációban tevékenykedett, ahogy arról Libaniosz tudósít.
| Elődei: II. Constantinus és Flavius Iulius Crispus | Consul 325 collega: Sextus Anicius Paulinus | Utódai: I. Constantinus és II. Constantius |